# Aaron Eckhart
Aaron Eckhart, född 12 mars 1968 i Cupertino, Kalifornien, är en amerikansk skådespelare. Han är utbildad vid Brigham Young University i Provo, Utah.

## Filmografi
- 1992 – Double Jeopardy
- 1993 – Slaughter of the Innocents
- 1996 – Aliens in the Family (TV-serie)
- 1997 – In the Company of Men
- 1998 – Your Friends & Neighbors
- 1998 – Thursday
- 1999 – Molly
- 1999 – Any Given Sunday
- 2000 – Erin Brockovich
- 2000 – Nurse Betty
- 2001 – Löftet
- 2002 – Possession
- 2003 – The Core
- 2003 – Paycheck
- 2003 – The Missing
- 2004 – Suspect Zero
- 2004 – Frasier (TV-serie)
- 2005 – Neverwas (även producent)
- 2005 – Bröllopsnatten
- 2005 – Thank You for Smoking
- 2006 – The Wicker Man
- 2006 – Den svarta dahlian
- 2007 – Kärlek på menyn
- 2007 – Towelhead
- 2007 – Meet Bill (även producent)
- 2008 – The Dark Knight
- 2009 – Love Happens
- 2010 – To Be Friends (endast producent)
- 2010 – Rabbit Hole
- 2011 – Battle: Los Angeles
- 2011 – The Rum Diary
- 2012 – Erased
- 2013 – Olympus Has Fallen
- 2014 – I, Frankenstein
- 2015 – My All-American
- 2015 – Incarnate
- 2016 – London Has Fallen
- 2016 – Bleed for This
- 2016 – Sully